# 空知綜合振興局
空知綜合振興局（日语：／ Sorachi sōgō shinkōkyoku */?），為日本北海道道央地方的振興局，設於岩見澤市，下轄夕張、空知、樺戶、雨龍等四郡。改制前的石狩支廳原本亦被整體劃入空知綜合振興局，但因為當地反對，改而另立石狩振興局。

## 历史
- 1897年：設置空知支廳，下轄原石狩國夕張郡、空知郡、樺戶郡、雨龍郡。[1]
- 1899年：空知郡東部之富良野村（現在的上富良野町、中富良野町、富良野市、南富良野町）納入上川支廳管轄。
- 2010年4月1日：北海道廢除支廳，改設為空知綜合振興局，同時幌加內町改併入上川綜合振興局。

## 管轄範圍

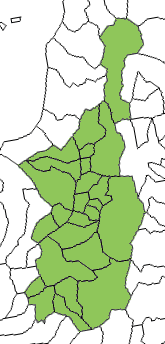
空知支廳管轄範圍

- 市部：夕張市、岩見澤市、美唄市、蘆別市、赤平市、三笠市、瀧川市、砂川市、歌志內市、深川市
- 空知郡：南幌町、奈井江町、上砂川町
- 夕張郡：由仁町、長沼町、栗山町
- 樺戶郡：月形町、浦臼町、新十津川町
- 雨龍郡：妹背牛町、秩父別町、雨龍町、北龍町、沼田町

## 出身名人
- 橋本和仁：東京大學教授
- 空知英秋：漫画银魂作者